# Friedrich Hacker

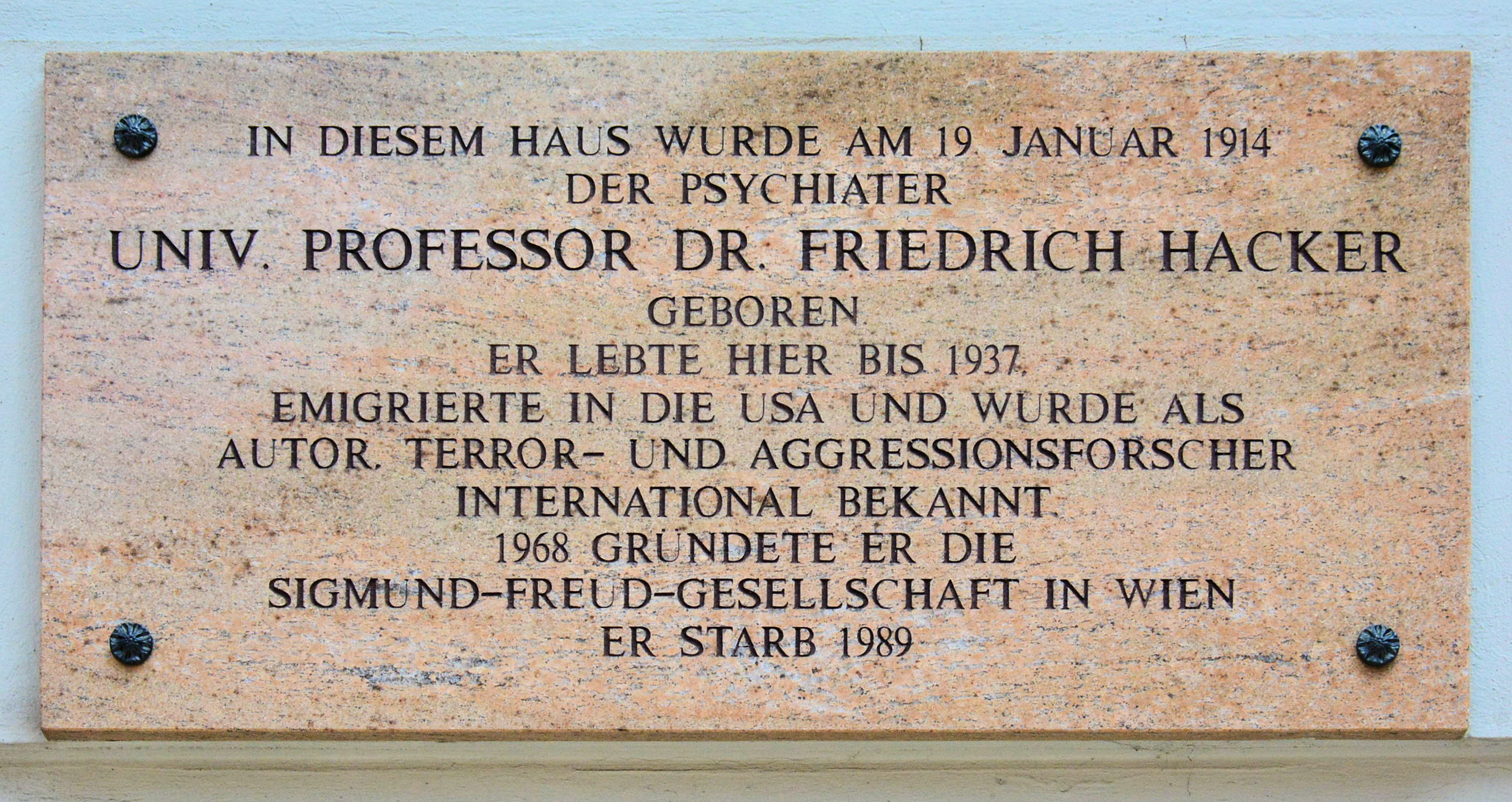
Gedenktafel für Friedrich Hacker in Wien

Friedrich Hacker (* 19. Januar 1914 in Wien, Österreich-Ungarn; † 23. Juni 1989 in Mainz) war ein austroamerikanischer Psychiater, Psychoanalytiker und Aggressionsforscher. In den USA wurde er unter dem Namen Frederick J. Hacker bekannt.

## Leben
Friedrich Hacker wuchs in Wien auf, wo er das Gymnasium Stubenbastei besuchte. Er flüchtete 1938 vor den Nazis zunächst in die Schweiz, wo er sein in Wien begonnenes Medizinstudium 1939 mit dem Grad des Dr. med. der Universität Basel abschließen konnte. 1940 verließ er Europa und ging in die USA, wo er zunächst an mehreren Kliniken angestellt war und 1945 die Hacker Psychiatric Clinic (Beverly Hills und Lynwood, Kalifornien) gründete sowie die Hacker Foundation (Beverly Hills), die 1952/53 von Theodor W. Adorno geleitet wurde. In Amerika arbeitete er auch mit den emigrierten Mitgliedern der Frankfurter Schule unter anderem an der Untersuchung über den „autoritären Charakter“.
In späteren Jahren war er Professor für Psychiatrie an der University of Kansas sowie Professor für Psychiatrie und Rechtswissenschaften der Universität von Südkalifornien (USC) in Los Angeles.
1968 begründete Hacker in Wien die Sigmund-Freud-Gesellschaft, als deren erster Präsident er maßgeblich dazu beitrug, die langjährige Wohnung Sigmund Freuds in der Wiener Berggasse 19 zu erhalten. Heute ist dort das Sigmund-Freud-Museum untergebracht.
Hacker war 1976 Gründer und wissenschaftlicher Leiter des „Instituts für Konfliktforschung“ in Wien, man findet in der dort herausgegebenen „Studienreihe Konfliktforschung“, Band 3, in den Verlagen Braumüller Verlag und (anfänglich)  Campus-Verlag ein Vorwort von ihm.
In den USA  wurde Hackers Rat in spektakulären Verbrechensfällen gesucht, etwa beim Kidnapping von Patty Hearst, der Enkeltochter des amerikanischen Medienmoguls William Randolph Hearst oder bei der Geiselnahme des österreichischen Botschafters 1980 in Bogotá, bei der er die Terroristen zur Freilassung ihrer Geiseln überreden konnte. Er war als Sachverständiger mit diversen, aufsehenerregenden Mordprozessen befasst. So trugen seine Hinweise zum Mord der Manson Family an der Schauspielerin Sharon Tate und ihren Freunden 1969 entscheidend zur Aufklärung bei. Seine Bücher erreichten Millionenauflagen. 1973 verhandelte er im Auftrag der österreichischen Regierung mit Terroristen, die die Passagiere eines Zuges in Niederösterreich in ihrer Gewalt hatten. Er konnte die Geiselnahme unblutig beenden.
Verheiratet war er seit 6. Juni 1937 mit Jetty Freiberg (geb. 7. Juli 1912) aus Reichenberg (heute Liberec), in zweiter Ehe mit Stasi (Anastasia) geschiedene Lohr.

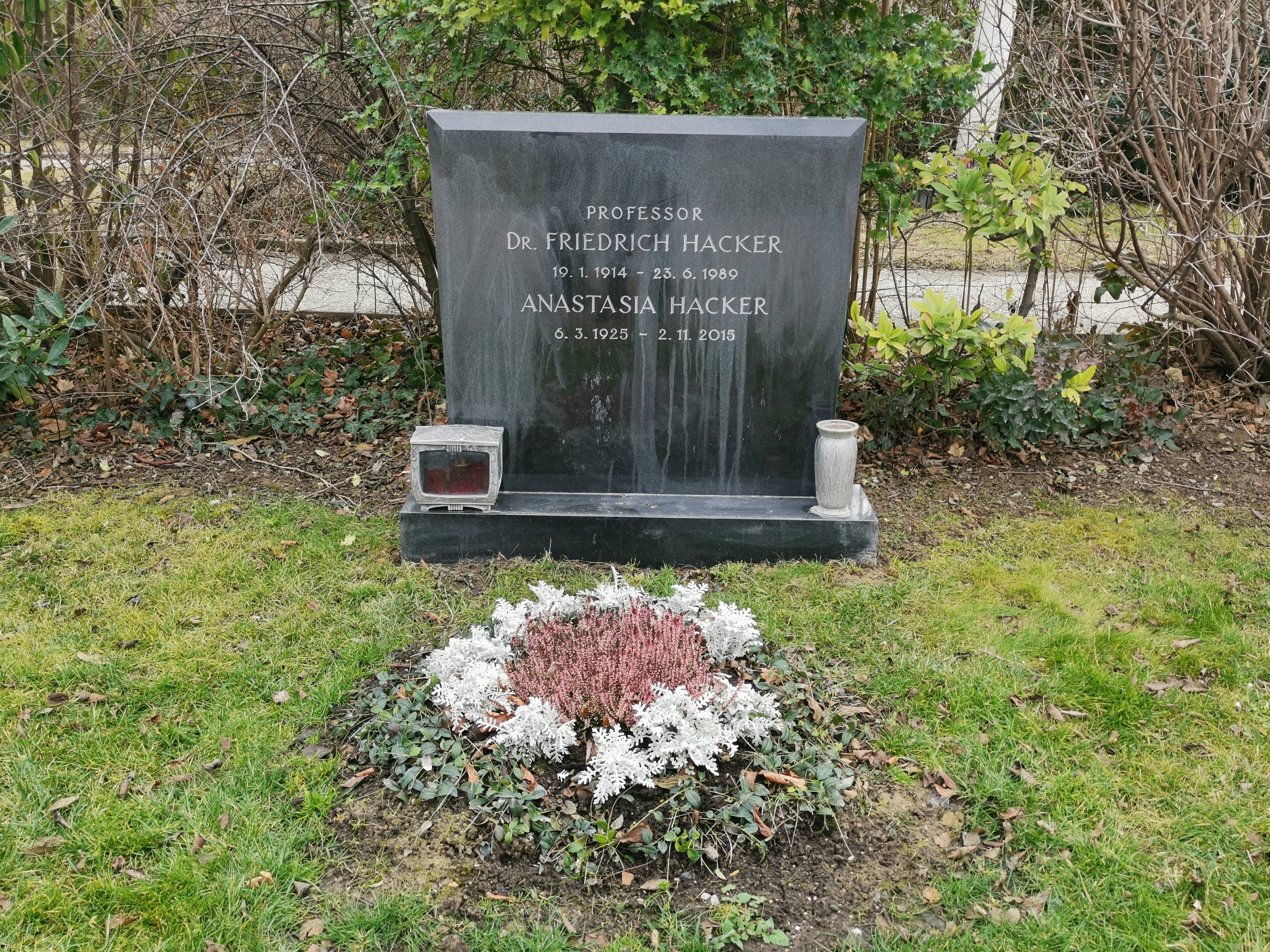
Grabstätte

Friedrich Hacker starb am 23. Juni 1989 während einer Fernsehdiskussion beim ZDF über die rechtspopulistische, damals erfolgreiche Partei Die Republikaner. Er ruht in einem Ehrengrab auf dem Wiener Zentralfriedhof (Gruppe 33 G, Nummer 76). Im Jahr 2010 wurde in Wien-Favoriten (10. Bezirk) die Hackergasse nach ihm benannt.

## Hackers Thesen zur Gewalt
Friedrich Hacker wurde im deutschsprachigen Raum vor allem durch seine Publikationen zum Thema Aggression und Gewalt bekannt.
Aus der psychoanalytischen Tradition Sigmund Freuds kommend, machte er sich die Thesen von Konrad Lorenz zur angeborenen, triebhaften Natur der Aggression zu eigen, versuchte diese Deutungen von Verhaltensweisen („biologische Programmierung“) aber zu verbinden mit behavioristischen Thesen („sozial erlerntes Verhalten“). Hacker schreibt: „Aggression ist eine Grundverhaltensform, die durch Schmerz, Angst, Wut, Provokation, Bedrohung der Stellung in der Rangordnung, Überfüllung und andere innere und äußere Reize ausgelöst, verstärkt oder vermindert und durch Lernerfahrung entscheidend beeinflusst werden kann.“
Als Strategie gegen die von ihm diagnostizierte „Brutalisierung der modernen Welt“ schlägt er vor, erzieherische Maßnahmen zu fördern, die die Mechanismen der Aggressionsentstehung bewusst und dadurch beherrschbar machen: „Mit dem Bewusstwerden der eigenen Aggression beginnen jene Prozesse, die (zwar nicht automatisch, aber doch möglicherweise durch genaue und intime Kenntnis der Aggressionswandlungen und Aggressionsverwandlungen) Gewalteskalation unterbrechen.“ Hacker setzte sich ferner ein für zwischenstaatliche Organisationen, die aggressives Verhalten unterbinden könnten.
Diese optimistischen Auffassungen wurden von Kritikern als bloß naive und hilflose Versuche zur Gewaltforschung kritisiert. Gleichwohl sind seine Bücher auch mehr als 30 Jahre nach ihrem Erscheinen noch erstklassige Materialiensammlungen zu den biologischen und sozialen Mechanismen, durch die Aggression und Gewalt hervorgerufen werden können. Seine „25 Thesen zur Gewalt“ von 1971 erscheinen heute weiterhin aktuell, zum Beispiel:
- Gewalt ist das Problem, als dessen Lösung sie sich ausgibt.
- Gewalt ist auch, was als Gegengewalt gerechtfertigt wird.
- Gewalt, als Delikt verboten, wird als Sanktion geboten, umbenannt und gerechtfertigt.
- Ausnahmen des Gewaltverbots werden zu Regeln der Gewaltanwendung.

## Auszeichnungen
- 1971: Großes Goldenes Ehrenzeichen für Verdienste um die Republik Österreich[10]

## Schriften (Auswahl)
- Versagt der Mensch oder die Gesellschaft? Probleme der modernen Kriminalpsychologie. Europa Verlag, Wien 1964 (Europäische Perspektiven).
- Aggression. Die Brutalisierung der modernen Welt. Rowohlt, Reinbek 1977, ISBN 3-499-16807-3 (Vorwort von Konrad Lorenz).
- Materialien zum Thema Aggression. Gespräche mit Adelbert Reif und Bettina Schattat. Rowohlt, Reinbek 1974, ISBN 3-499-16850-2.
- Terror. Mythos, Realität, Analyse. Rowohlt, Reinbek 1975, ISBN 3-499-16928-2.
- Das Faschismus-Syndrom. Analyse eines aktuellen Phänomens. Fischer-Taschenbuch-Verlag, Frankfurt/M. 1992, ISBN 3-596-10775-X.

## Belege
1. ↑  Zur Frage der spezifischen Heilwirkung des Insulins auf die schizophrenen Psychosen, Diss. Med. Basel 1939, 40 S. (Eintrag der Schweiz. Nationalbibliothek)
2. ↑  Frederick Hacker: Noted Expert on Terrorism. Nachruf auf latimes.com (Los Angeles Times) vom 30. Juni 1989.
3. ↑  John Bunzl, Hg.: Der Nahostkonflikt. Analysen und Dokumente. 1981, Campus: ISBN 3-593-32909-3; Braumüller: ISBN 3-7003-0273-8, Hacker S. VII – XI. Ohne Autorenangabe, die Autorschaft ergibt sich aus der danksagenden Vorbemerkung des Hg.
4. ↑  Susanne Krejsa MacManus: "Kein Massaker ohne Hacker" - Zum 35. Todestag von Friedrich Hacker, Magazin Wien Museum, 20. Juni 2024.
5. ↑  Friedrich Hacker: Aggression. Die Brutalisierung der modernen Welt. Molden Verlag, Wien 1971, ISBN 3-612-26085-5, S. 158.
6. ↑  Friedrich Hacker: Aggression. Die Brutalisierung der modernen Welt. Molden Verlag, Wien 1971, ISBN 3-612-26085-5, S. 418.
7. ↑  Die verschleierte Aggression. Friedrich Hackers Traktat über die „Brutalisierung der modernen Welt“. (Memento vom 22. Dezember 2016 im Internet Archive). Im Original publiziert auf www.zeit.de vom 15. Oktober 1971.
8. ↑  Friedrich Hacker: Aggression. Die Brutalisierung der modernen Welt. Molden Verlag, Wien 1971, ISBN 3-612-26085-5, S. 15.
9. ↑  Friedrich Hacker: Gewalt ist ansteckend wie Cholera. Auf: diepresse.com vom 18. März 2019.
10. ↑  Aufstellung aller durch den Bundespräsidenten verliehenen Ehrenzeichen für Verdienste um die Republik Österreich ab 1952 (PDF-Datei; 6,59 MB)

| Personendaten    | Personendaten                                                                      |
| ---------------- | ---------------------------------------------------------------------------------- |
| NAME             | Hacker, Friedrich                                                                  |
| ALTERNATIVNAMEN  | Hacker, Frederick J.; Hacker, Friedrich J.                                         |
| KURZBESCHREIBUNG | österreichisch-amerikanischer Psychiater, Psychoanalytiker und Aggressionsforscher |
| GEBURTSDATUM     | 19. Januar 1914                                                                    |
| GEBURTSORT       | Wien                                                                               |
| STERBEDATUM      | 23. Juni 1989                                                                      |
| STERBEORT        | Mainz                                                                              |